# Ramón Calderón
Ramón Calderón Ramos, född 26 maj 1951 i Palencia, var president för den spanska fotbollsklubben Real Madrid 2006-2009.

## Real Madrid
Den 2 juli 2006 vann Ramón Calderón Real Madrids presidentval efter ett vallöfte om att Real Madrid skulle köpa den brasiliansk fotbollsspelaren Kaká. Calderón misslyckades dock med att infria vallöftet om att värva Kaká (han gick inte över till Real Madrid förrän 2009).
Mitt under säsongen 2008/2009 avgick Calderón som president för Real Madrid, inte helt oväntat efter en misslyckad första halva av säsongen, samt efter anklagelser om valfusk och ekonomiska oegentligheter.
Ramón Calderón ersattes av den "nygamla" presidenten Florentino Pérez. Pérez tillträdde som president för Real Madrid den 1 juni 2009, efter att ha vunnit presidentvalet utan omröstning eftersom alla andra presidentkandidater drog sig ur. 
Under Calderóns tid som president vann Real Madrid La Liga-titeln säsongen 2006/2007 och säsongen 2007/2008 och även Supercopa de España (spanska supercupen) 2008 efter att ha besegrat Valencia CF i finalen.

## Klubbförvärv
Spelare som Calderón värvat till Real Madrid
- Fabio Cannavaro från Juventus
- Emerson från Juventus
- Mahamadou Diarra från Olympique Lyonnais
- Jose Antonio Reyes från Arsenal
- Ruud Van Nistelrooy från Manchester United
- Marcelo från Fluminense
- Fernando Gago från Boca Juniors
- Gonzalo Higuaín från River Plate
- Christoph Metzelder från Borussia Dortmund
- Pepe från FC Porto
- Javier Saviola från FC Barcelona
- Jerzy Dudek från Liverpool FC
- Arjen Robben från Chelsea

Spelarlöften:
- Kaká från AC Milan
- Cristiano Ronaldo från Manchester United
- Cesc Fabregas från Arsenal

Tränare som Calderón värvat till Real Madrid
- Fabio Capello (2006-2007)
- Bernd Schuster (2007-2009)
- Juande Ramos (2009)